# Venus In-Situ Explorer

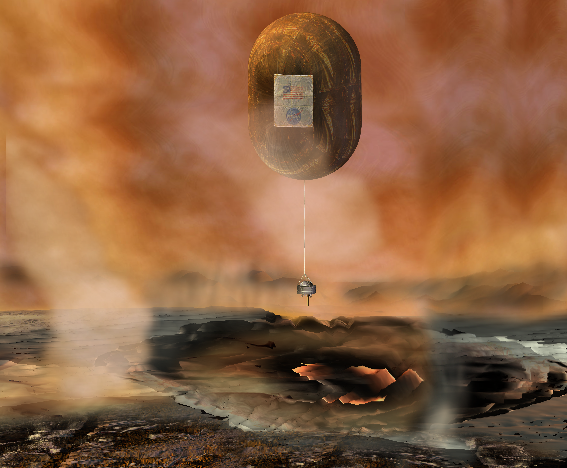
Concepção artística da Venus In-Situ Explorer.

Venus In-Situ Explorer é uma missão proposta para explorar o planeta Vênus. Ela vai analisar o clima do planeta e as condições extremas na sua superfície, assim como pavimentar o caminho para novas missões. Essa missão faz parte do programa New Frontiers, que é composto por várias missões para explorar o Sistema Solar.